# Бараболько, Михаил Петрович
Михаи́л Петро́вич Барабо́лько (3 августа 1909, Подольская губерния — 8 февраля 1989, Одесса) — советский офицер, участник Советско-японской войны, командир 355-го отдельного батальона морской пехоты Сучанского сектора береговой обороны Тихоокеанского флота.
Герой Советского Союза (14.09.1945), полковник запаса (с 1957 года).

## Биография
Родился 21 июля (3 августа) 1909 года в селе Новонетечинцы (ныне село Нетечинцы Виньковецкого района Хмельницкой области) в семье крестьянина. Украинец.
Окончил неполную среднюю школу и зоотехнические курсы в городе Каменец-Подольский. Работал зоотехником сельскохозяйственной опытной станции.
В Красной армии с 1931 года. В 1944 году вступил в ВКП(б). Участник советско-японской войны с августа 1945 года.
355-й отдельный батальон морской пехоты (Сучанский сектор береговой обороны, Тихоокеанский флот) под командованием майора Михаила Бараболько 14 августа 1945 года был высажен в порт Сэйсин (Чхонджин, КНДР). Захватив плацдарм, воины батальона удерживали его около суток.
Указом Президиума Верховного Совета СССР от 14 сентября 1945 года за образцовое выполнение боевых заданий командования на фронте борьбы с японскими милитаристами и проявленные при этом мужество и героизм, майору Бараболько Михаилу Петровичу присвоено звание Героя Советского Союза с вручением ордена Ленина и медали «Золотая Звезда» (№ 8838).
После войны продолжал службу в Вооружённых силах СССР. В 1950 году окончил курсы «Выстрел». С 1957 года в запасе в звании полковника.
Жил в городе Одессе (УССР). Работал на Одесской киностудии, был заместителем председателя народного контроля Приморского района Одессы. Скончался 8 февраля 1989 года.

## Награды
- Медаль «Золотая Звезда» Героя Советского Союза (№ 8838);
- Орден Ленина;
- Дважды Орден Красного Знамени;
- Орден Отечественной войны 1-й степени;
- Орден Красной Звезды;
- медаль «За боевые заслуги».

## Память
- Похоронен в Одессе на Таировском кладбище.
- Имя носила пионерская дружина одной из школ Барнаула (Алтайский край).